# Sytsjovka (oblast Smolensk)
Sytsjovka (Russisch: Сычёвка) is een kleine stad in de Russische oblast Smolensk. Het aantal inwoners ligt rond de 8.300. Sytsjovka is tevens het centrum van het gelijknamige bestuurlijke rayon. De stad ligt aan de rivier Vazoeza, op 234 kilometer ten noordoosten van Smolensk.
Sytsjovka werd het eerst genoemd in 1488 als een vottsjina van de zoon van Ivan III van Moskou, prins van Tver. In 1493 werd het een dorp van de oejezd Vjazma. In 1776 kreeg het de status van stad.
De naam lijkt afgeleid van sytsj (Russisch сыч: 'uil'), hetgeen ook terug te zien is in het wapen.
Bestuurlijk centrum: Smolensk 

Demidov · Desnogorsk · Dorogoboezj · Doechovsjtsjina · Gagarin · Jartsevo · Jelnja · Potsjinok · Roslavl · Roednja · Safonovo · Sytsjovka · Velizj · Vjazma